# Gut Eggelhof

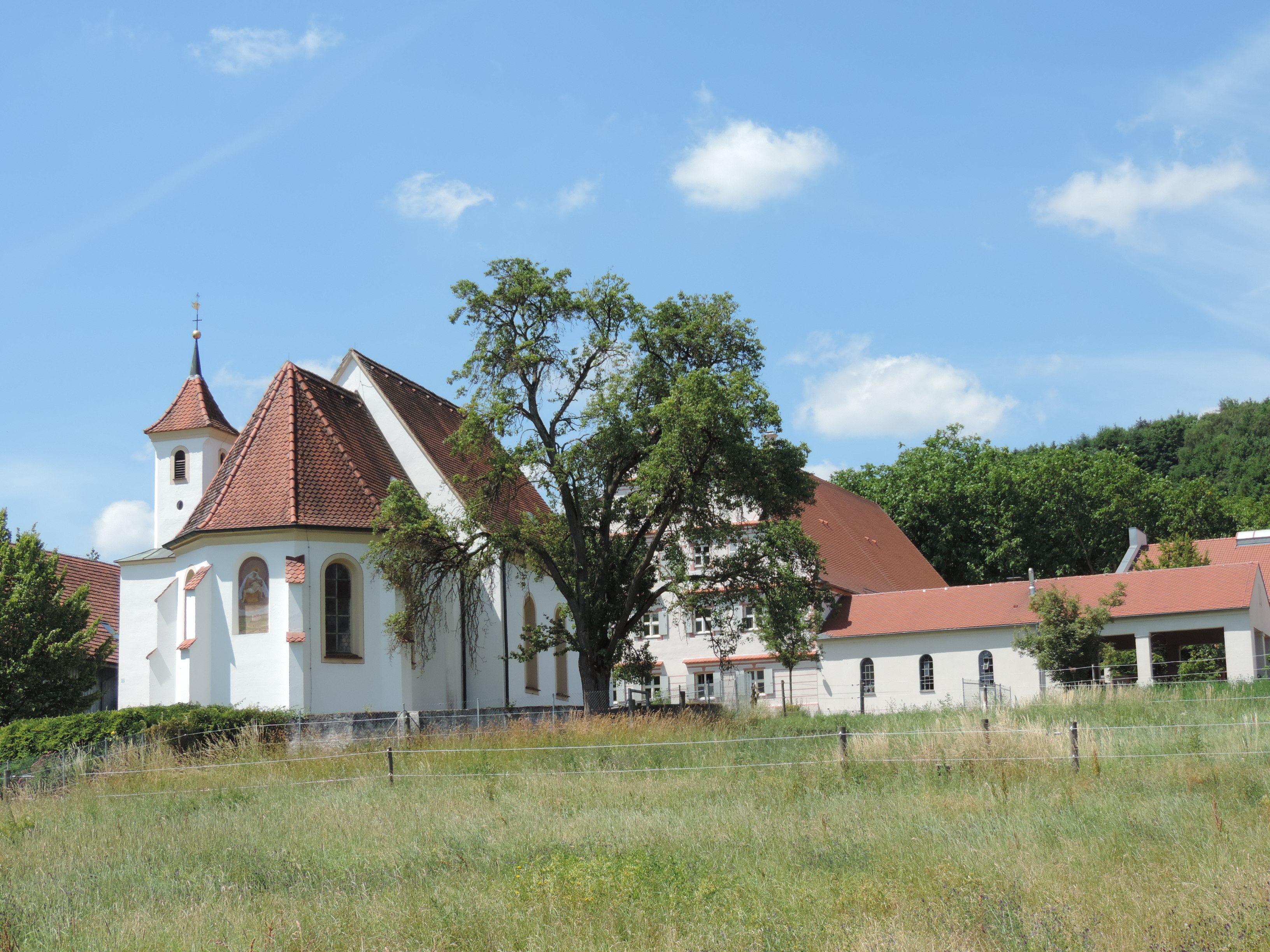
Gutshaus und Kapelle

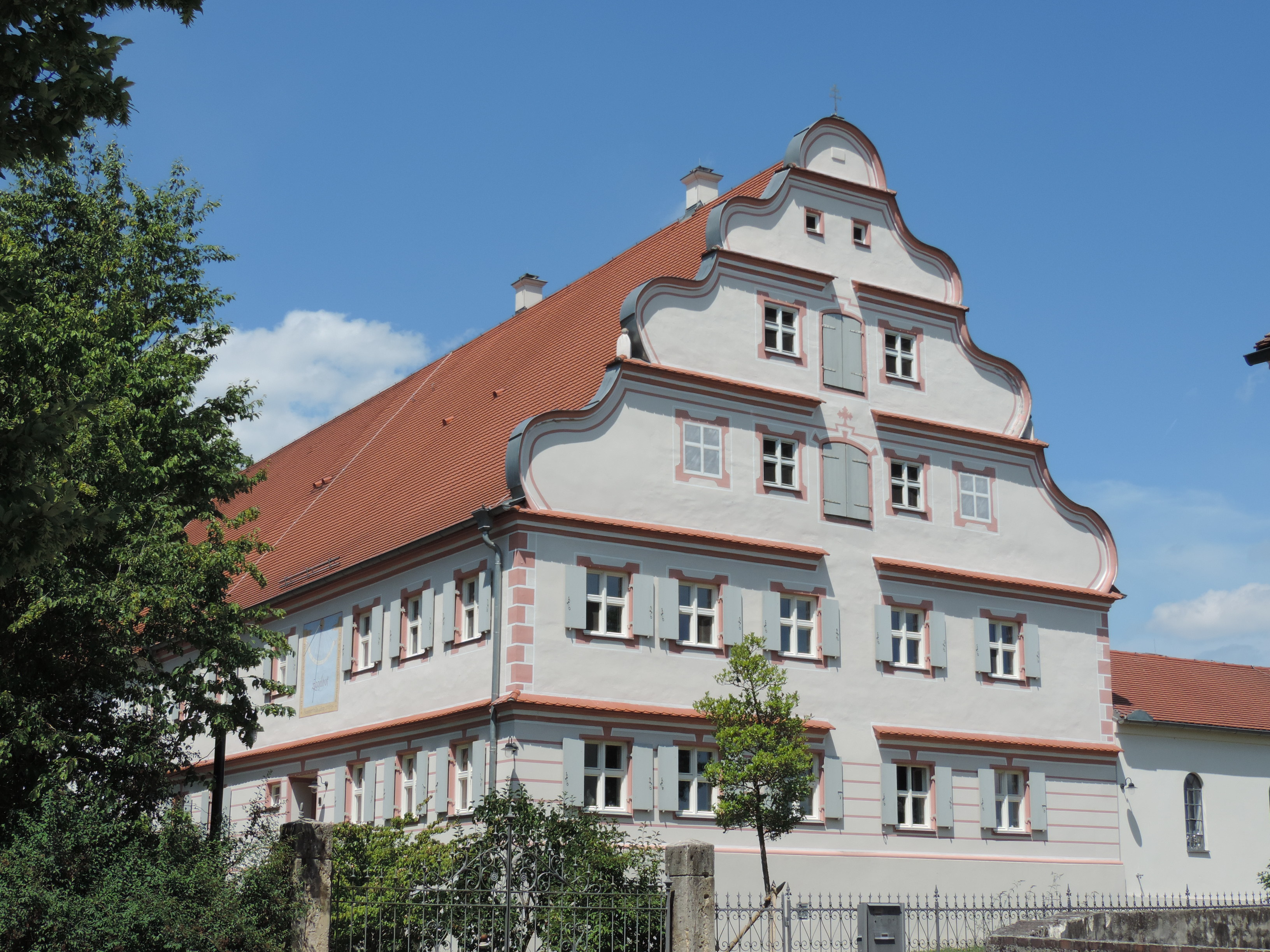
Gutshaus mit geschweiftem Spätbarockgiebel

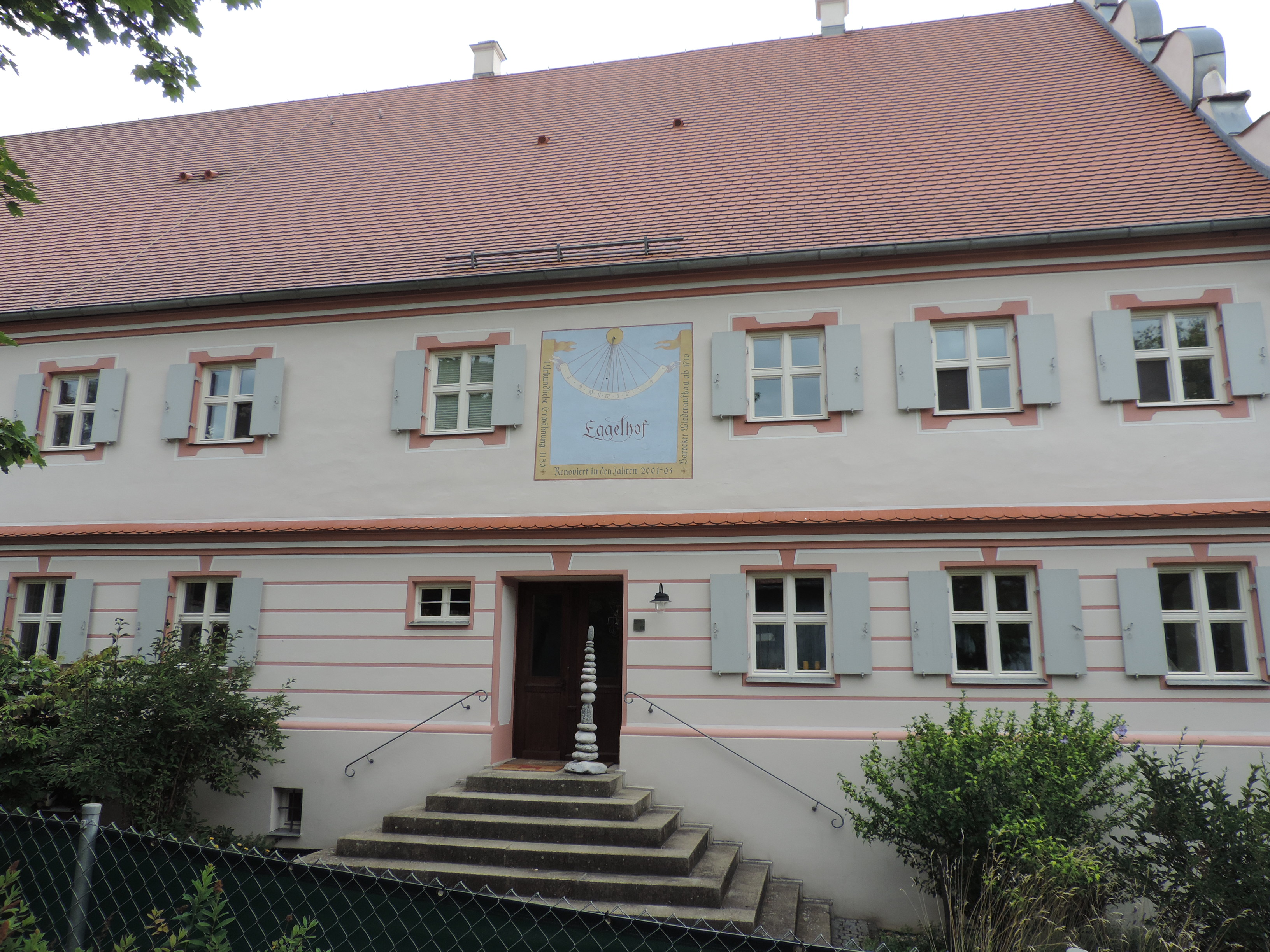
Südfront mit Sonnenuhr

Gut Eggelhof ist ein Ortsteil von Langweid am Lech im schwäbischen Landkreis Augsburg. Das zur Gemarkung Achsheim gehörende Anwesen liegt erhöht in eindrucksvoller Lage am Rande des Schmuttertales. Das Ensemble, bestehend aus Gutshaus, Kirche und weiteren Wirtschaftsgebäuden, steht unter Denkmalschutz.    

## Geschichte
Vermutlich stand bereits vor 2000 Jahren auf dem Areal ein römisches Landhaus. Bei Ausgrabungen konnten Teile eines Grundrisses eines alemannischen Herrenhofes nachgewiesen werden, auf dessen Areal um das 8. Jahrhundert eine karolingische Holzkapelle entstand. Eine Nachfolgebau wurde im 9 bis 10. Jahrhundert errichtet. Im Jahre 1100 erbaute der Hohe Adel den Eggelhof, den 1285 Conrad der Deutsche als Sitz wählte. 1356 fiel durch eine Schenkung des Augsburger Patriziers Johann Luitfried der Eggelhof an das Domkapitel Augsburg. Seit dem 16. Jahrhundert diente der Eggelhof als Sitz eines domkapitelischen Amtes. Die erste Beschreibung des Eggelhofes stammt aus dem Jahre 1622. Domherr Zacharias Furttenbach vermerkte:
1632 wurde der Eggelhof im Dreißigjährigen Krieg zerstört und 1730 wieder aufgebaut. Im Zuge der Säkularisation kam der Eggelhof 1803 in weltliche Hände. Es folgten mehrere Besitzer, bis schließlich 2001 Christiane Reerink und ihr Vater Peter Reerink das Gutshaus mit den angrenzenden Stallungen von einer neunköpfigen Erbengemeinschaft kauften. Von 2001 bis 2004 wurde das gesamte Ensemble grundlegend renoviert und durch Neubauten erweitert. 2005 und 2006 wurde das Gut mit einem Denkmalpreis ausgezeichnet. Heute beherbergt der Eggelhof eine Deutsche Schäferhundezucht sowie einen Reiterhof.   

## Beschreibung

### Gutshaus
Das hervorstechendste Merkmal ist der weithin sichtbare, barock geschweifte Ostgiebel des Haupthauses. Dieses ist mit einem Satteldach sowie plastischen umlaufenden Quergesimsen versehen. Das Gutshaus besitzt giebelseitig fünf Fensterachsen und wird traufseitig von Süden durch eine über Stufen zu erreichende Eingangstüre betreten. Nach Norden schließt sich in selber Firsthöhe ein Stallanbau an den Wohntrakt an. Im Inneren erschließt ein breiter Hausflez mit einer stattlichen Treppe das Gebäude. Zur Hoflage gehörig ist eine sich nach Norden anschließende Anlage mit Reithalle, Reitplatz und einem Freisitzanbau. Der bei der Sanierung entdeckte alte Brunnenschacht wurde in die sich im Erdgeschoss befindende Küche integriert. Viele  Türen sind original erhalten.

### Kapelle
Dem imposanten zweigeschossigen Gutshaus ist die Hofkapelle Zur Schwerzhaften Mutter mit südlichen Turm, der mit einem Zeltdach versehen ist, vorgelagert. Das Gotteshaus ist ein Saalbau mit eingezogenem spätgotischem Chor. 